# Pavel Ljubimov
Pavel Ljubimov (russisk: Па́вел Григо́рьевич Люби́мов) (født 7. september 1938 i Moskva i Sovjetunionen, død 23. oktober 2010 i Moskva i Rusland) var en sovjetisk filminstruktør og manuskriptforfatter.

## Filmografi
- Zjensjjiny (Женщины, 1966)[1][2]
- Begusjjaja po volnam (Бегущая по волнам, 1967)
- Sjkolnyj vals (Школьный вальс, 1978)
- Sledopyt (Следопыт, 1987)